# Копаница
Копаница (болг. Копаница) — село в Болгарии. Находится в Перникской области, входит в общину Радомир.

## Политическая ситуация
В местном кметстве Копаница, в состав которого входит Копаница, должность кмета (старосты) исполняет Георги Иванов Сергиев (Болгарская социалистическая партия (БСП)) по результатам выборов правления кметства.
Кмет (мэр) общины Радомир — Красимир Светозаров Борисов (Болгарская социалистическая партия (БСП)) по результатам выборов в правление общины.